# Martin Böhmecke
Martin Böhmecke (* 12. November 1891 in Rhena bei Korbach; † 15. Juni 1958 ebenda) war ein deutscher Politiker und Abgeordneter des Provinziallandtages der Provinz Hessen-Nassau.

## Leben
Martin Böhmecke war der Sohn des Landwirts Friedrich Böhmecke und dessen Gemahlin Louise Schäfer. Nach seiner Schulausbildung übernahm er den landwirtschaftlichen Betrieb seines Vaters. Er betätigte sich politisch und ging 1933 in die Nationalsozialistische Deutsche Arbeiterpartei (NSDAP). Als deren Abgeordneter wurde er Mitglied des Kurhessischen Kommunallandtages des Regierungsbezirks Kassel. Für die Kreise Korbach-Arolsen-Wildungen wurde er Mitglied des 22. Provinziallandtages der Provinz Hessen-Nassau.